# 呂号第三十六潜水艦
|          |                                                                         |
| 艦歴     |                                                                         |
| 計画     | 昭和16年度計画（マル臨計画）                                            |
| 起工     | 1942年3月7日                                                            |
| 進水     | 1942年10月14日                                                          |
| 就役     | 1943年5月27日                                                           |
| その後   | 1944年6月13日砲撃及び爆雷攻撃で沈没                                     |
| 亡失認定 | 1944年7月12日                                                           |
| 除籍     | 1944年8月10日                                                           |
| 性能諸元 |                                                                         |
| 排水量   | 基準：960トン 常備：1,109トン 水中：1,447トン                           |
| 全長     | 80.50m                                                                  |
| 全幅     | 7.05m                                                                   |
| 吃水     | 4.07m                                                                   |
| 機関     | 艦本式22号10型ディーゼル2基 電動機、2軸 水上：4,200馬力 水中：1,200馬力 |
| 電池     | 1号15型240コ                                                            |
| 速力     | 水上：19.8kt 水中：8.0kt                                                |
| 航続距離 | 水上：16ktで5,000海里 水中：5ktで45海里                                 |
| 燃料     | 重油                                                                    |
| 乗員     | 61名                                                                    |
| 兵装     | 40口径8cm高角砲1門 25mm機銃連装1基2挺 53cm魚雷発射管 艦首4門 魚雷10本   |
| 備考     | 安全潜航深度：80m                                                       |

呂号第三十六潜水艦（ろごうだいさんじゅうろくせんすいかん）は、日本海軍の潜水艦。呂三十五型潜水艦（中型）の2番艦。

## 艦歴
1941年（昭和16年）の昭和16年度計画（マル臨計画）により、1942年（昭和17年）3月7日、三菱重工業神戸造船所で起工。1942年10月14日進水。1943年（昭和18年）5月27日に竣工し、二等潜水艦に類別。同日、舞鶴鎮守府籍となる。5月31日、訓練部隊である第一艦隊第11潜水戦隊に編入された。
8月20日、第六艦隊直卒となる。
9月5日、呂36は舞鶴を出港し、トラックに移動。9月24日、トラックを出港し、ニューヘブリディーズ諸島周辺海域に進出する。10月13日、ニューヘブリディーズ諸島近海で単独航行中の輸送船を発見し、雷撃するも命中しなかった。同日、乗員40名が食中毒にかかってしまったため哨戒を中止。21日、トラックに到着。10月31日、呂37、呂38とともに第34潜水隊を編成する。
12月4日から、呂36は特設潜水母艦平安丸（日本郵船、11,616トン）に横付けして補給を受ける。12月8日、トラックを出港し、エスピリトゥサント島周辺海域に進出して哨戒。1944年（昭和19年）1月8日、トラックに到着。19日からは平安丸に横付けして補給を受ける。
2月17日から18日にかけて、トラック島空襲を受けて平安丸が沈没してしまうが、呂36に被害はなかった。迎撃のためにトラックを出港するも、空振りに終わった。その後、トラックに戻った。
25日、呂36はトラックを出港し、マーシャル諸島周辺海域に進出。3月1日、ロイ＝ナムル島周辺海域に移動。4日日没後、ロイ＝ナムル島を偵察するも、失敗。15日、クェゼリン東方60浬地点へ移動。その後ピンゲラップ島の沿岸監視員の収容に向かう。23日、ピンゲラップ島に到着し、沿岸監視員を収容。28日にトラックに到着。4月15日、トラックを出港し、26日に舞鶴に到着し、整備を受ける。
6月4日、呂36は舞鶴を出港し、佐伯を経由してサイパンに移動。11日、サイパンを出港し、ニューギニア島北方沖に進出。13日、サイパン周辺海域に移動。同日、サイパン付近で定時連絡と気象通報の報告を最後に消息不明。
アメリカ側記録によると、同日夜遅く、サイパン東方沖でサイパンの戦いの支援砲撃中の戦艦部隊を護衛中の米駆逐艦メルヴィン(USS Melvin, DD-680)は浮上した潜水艦をレーダー探知。メルヴィンは主砲で潜水艦へ向け砲撃を行い、命中弾を得た。その後、潜水艦は潜航していったが、メルヴィンは爆雷攻撃を行い、潜水艦を撃沈した。これが呂36の最期の瞬間であり、艦長の川島立男大尉以下乗員77名全員戦死。沈没地点はサイパン東方75浬地点付近、北緯15度21分 東経147度00分 / 北緯15.350度 東経147.000度。
7月12日、サイパン方面で亡失と認定され、8月10日に除籍された。

## 歴代艦長

### 艤装員長
- 不詳

### 艦長
- 岡田英雄 少佐：1943年5月27日 - 1944年2月1日[5]
- 川島立男 大尉：1944年2月1日 - 6月13日戦死[5]